# Peruka

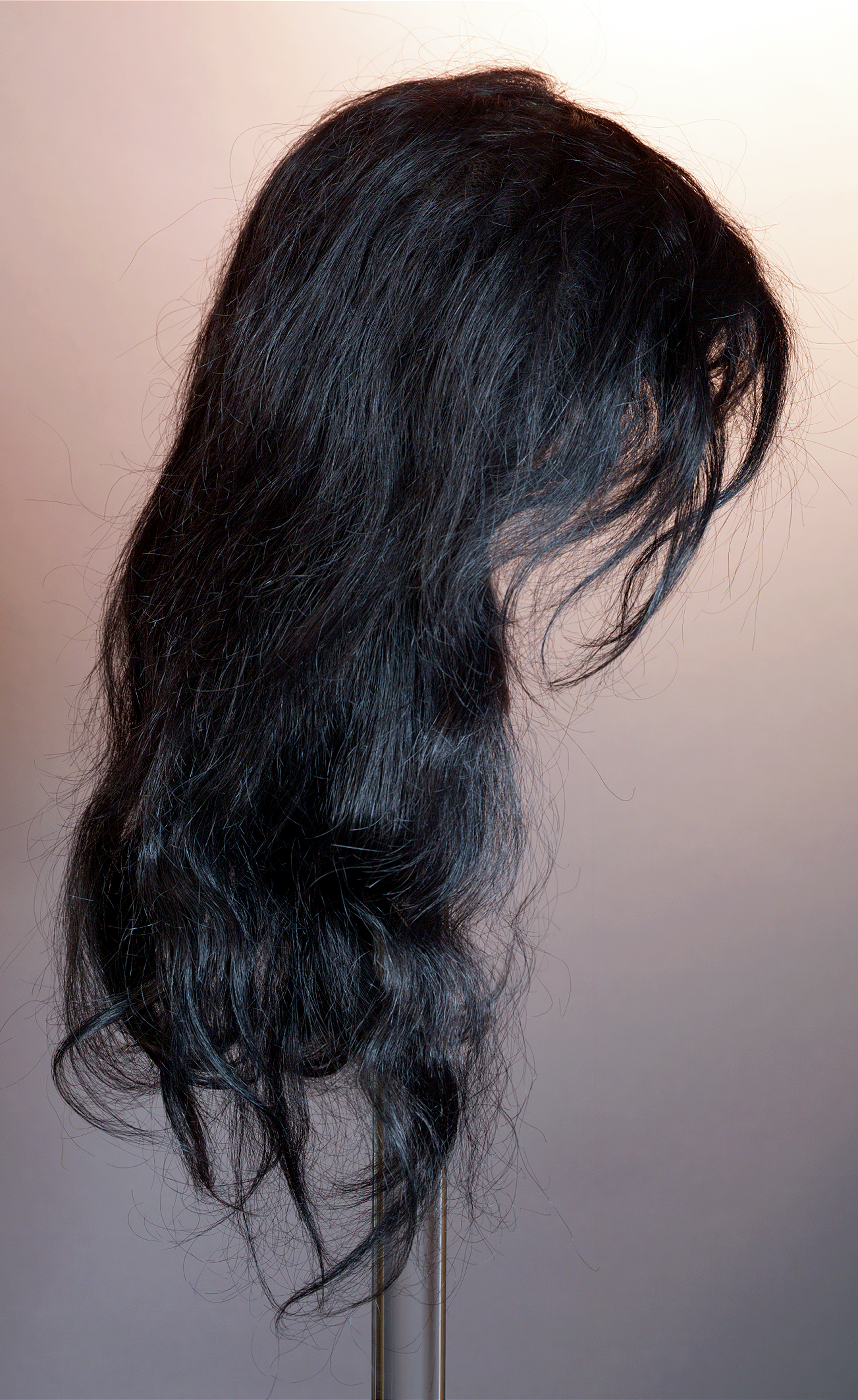
Współczesna peruka

Peruka (fr. perruque) – nakrycie głowy wykonane z naturalnych bądź sztucznych włosów umocowanych na siatce i ułożonych na kształt fryzury. Współcześnie peruki noszone są zazwyczaj w celu ukrycia braku owłosienia głowy bądź jako ozdoba. 

## Historia

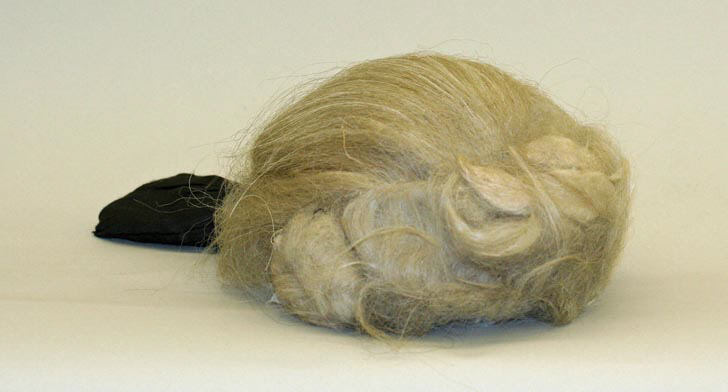
Peruka z XVIII w.

Peruki noszone były już w starożytnym Egipcie. Egipcjanie golili sobie głowy i zastępowali włosy perukami, głównie ze względów estetycznych. Peruki były popularne w XVI i XVII wieku, jednak największy ich okres popularności przypadł na wiek XVIII. Rozpropagował je głównie Ludwik XIV. Peruka świadczyła wtedy o zamożności właściciela. W imperium brytyjskim w XVIII wieku peruki były jednym z elementów strojów prawników oraz wyższego duchowieństwa (w niektórych krajach tradycja ta przetrwała do dziś). Pod koniec XIX wieku jedyną grupą społeczną, wśród której ich noszenie było na porządku dziennym, były ortodoksyjne żydowskie mężatki. Wedle żydowskiego prawa ich włosy nie powinny być widoczne, co związane było z wymogami skromności. W Polsce za Władysława IV zaczęto peruki nosić w Warszawie. Były wtedy także tradycyjnym elementem stroju sędziego.

## Obecnie

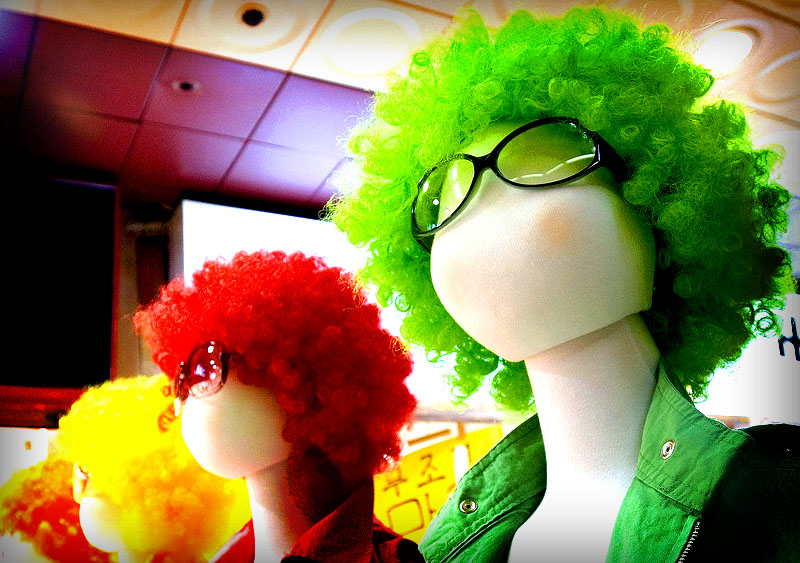
Kolorowe peruki na bale kostiumowe

### Powody medyczne
W dzisiejszych czasach peruki noszone są najczęściej z powodów medyczno-estetycznych, na przykład utraty włosów w wypadku lub łysienia. Może być konsekwencją terapii antynowotworowej, łysienia plackowatego, zaburzeń hormonalnych, problemów z tarczycą, przebytego COVID-19, czy też stosowania niektórych leków. To także nieodwracalny rezultat starzenia się organizmu.

### Kultura popularna i moda
Peruki są także popularne jako ozdoba wśród artystów i celebrytów, takich jak Cher, Tina Turner, Lady Gaga, czy Nicki Minaj. Mogą też być elementem strojów na balach kostiumowych oraz, w ramach tzw. cosplay’u, na konwentach fanów fantastyki.

### Budowa peruk
Peruki według typu włosów użytych do produkcji:
- Peruki naturalne – wykonane z włosów ludzkich (lub obecnie rzadziej zwierzęcych),

- Peruki syntetyczne – wykonane z materiałów sztucznych, m.in. kanekalonu[9],
- Peruki z włosów mieszanych – wykonane zarówno z włosów ludzkich, jak i materiałów sztucznych.

Rodzaje baz peruk:
- koronkowe (z siatki),
- silikonowe,
- elastyczne,
- z monofilamentu.

Do częściowego zagęszczenia włosów, lub zakrycia mniejszego przerzedzenia stosuje się toppery (ang. topper, extension).